# Strebla wiedemanni
Strebla wiedemanni är en tvåvingeart som beskrevs av Kolentai 1856. Strebla wiedemanni ingår i släktet Strebla och familjen lusflugor. Inga underarter finns listade i Catalogue of Life.